# ميجيزواف يانوفسكي
ميجيزواف يانوفسكي (بالبولندية: Mieczysław  Janowski)‏ هو سياسي بولندي، ولد في 16 نوفمبر 1947 في بولندا. حزبياً، نشط في Solidarity Electoral Action ‏. في انتخابات البرلمان الأوروبي 2004، انتخب عضو في البرلمان الأوروبي عن دائرة بودكارباتسكي ‏ لترشحه ضمن  قائمة حزب العدالة والقانون البولندي، وقد انضم خلال فترته النيابية (20 يوليو 2004 – 13 يوليو 2009)  للكتلة البرلمانية الاتحاد من أجل أوروبا الأمم ‏.